# زونغلي
زونغلي مدينة تقع في مقاطعة تاويون, في شمال تايوان.تعد زونغلي أكبر مدن المقاطعة من حيث عدد السكان بعد مدينة تاويون (عاصمة المقاطعة). وثامن أكبر مدن تايوان بالتشارك مع مدينة كي لنغ.
تعتبر زونغلي عاصمة لجماعات الهاكا الذين يعيشون بأعداد كبيرة فيها وفي المناطق المحيطة بها. ولذلك، يستطيع بعض السكان (كبار السن على وجه الخصوص) تحدث لغة الهاكا إلى جانب اللغة المندرينية والتايوانية.
في السنوات الأخيرة، انتقل العديد من الأجانب (خاصة الفلبينيون والتايلنديون) إلى المدينة مما جعلها مركزا للعمال الأجانب في تايوان.

## الصناعة
أنشئت حديقة زونغلي-نيلي عام 1976 من أجل أهداف صناعية متعددة.تخضع للمكتب الإقتصادي التايواني, وتبلغ مساحتها 433 ياردة.يوجد فيها مصانع ومكاتب ل480 شركة في الوقت الحاضر.
أهم صناعاتها هي الصناعات الإلكترونية والكيميائية والغذائية والبلاستيكية والمعدنية وصناعة المنسوجات.

## المواصلات
يوجد في المدينة محطة سكة حديد (TRA) التي تعد ثالث أكثر محطات تايوان نشاطا.يبعد مطار تايوان تاويون الدولي (أكبر مطارات تايوان) مسافة 30 دقيقة بالسيارة تقريبا عن مركز زونغلي.

## المرافق
يوجد في المدينة 3 حدائق كبيرة, كما يوجد فيها ما يزيد عن 70 محمية خضراء من أجل رفاهية السكان.

## المدن التوأمة
- غومي، جيونغ سانغ، كوريا الجنوبية
- إنفيلد، كونيتيكت، الولايات المتحدة